# 에티오피아의 대통령
에티오피아 연방민주공화국의 대통령은 에티오피아의 국가원수이다. 에티오피아의 정치 체제는 의원내각제이며, 헌법에 따라 1987년부터 현재까지 시행되고 있다.

## 역대 대통령 목록
역대 에티오피아의 대통령 목록이다. 현재 대통령은 타예 아츠케 셀라시에이다.
| 대                                       | 사진 | 이름 (출생일-사망일)              | 임기             | 임기             | 정당                                                          | 비고                 |
| ---------------------------------------- | ---- | --------------------------------- | ---------------- | ---------------- | ------------------------------------------------------------- | -------------------- |
| 에티오피아 인민민주공화국(1987년~1991년) |      |                                   |                  |                  |                                                               |                      |
| 1                                        |      | 멩기스투 하일레 마리암 (1937- )   | 1987년 9월 10일  | 1991년 5월 21일  | 에티오피아 노동당                                             | 민정 이양            |
| -                                        |      | 테스파예 게브레 키단 (1935-2004)  | 1991년 5월 21일  | 1991년 5월 27일  | 에티오피아 노동당                                             | 직책 폐지            |
| 에티오피아 과도정부(1991년~1995년)       |      |                                   |                  |                  |                                                               |                      |
| -                                        |      | 멜레스 제나위 (1955-2012)         | 1991년 5월 28일  | 1995년 8월 22일  | 티그레 인민 민주전선 (에티오피아 인민 혁명 민주전선)          |                      |
| 에티오피아 연방민주공화국(1995년~ )      |      |                                   |                  |                  |                                                               |                      |
| 2                                        |      | 네가소 기다다 (1943-2019)         | 1995년 8월 22일  | 2001년 10월 8일  | 오로모 인민 민주기구 (에티오피아 인민 혁명 민주전선) ↓ 무소속 |                      |
| 3                                        |      | 기르마 월데기오르기스 (1924-2018) | 2001년 10월 8일  | 2013년 10월 7일  | 무소속                                                        | 최초로 재선한 대통령 |
| 4                                        |      | 물라투 테쇼메 (1957-)             | 2013년 10월 7일  | 2018년 10월 25일 | 오로모 인민 민주기구 (에티오피아 인민 혁명 민주전선)          |                      |
| 5                                        |      | 사흘레워크 쥬드 (1950- )          | 2018년 10월 25일 | 2024년 10월 7일  | 무소속                                                        | 최초의 여성 대통령   |
| 6                                        |      | 타예 아츠케 셀라시에 (1956- )     | 2024년 10월 7일  | 현재             | 무소속                                                        |                      |

## 같이 보기
- 에티오피아의 군주
- 에티오피아 제국